# Aurboda
1 Aurboda (norröna Aurboða) är en jättinna i nordisk mytologi. Hon är maka till jätten Gymer och mor till Gerd, som är hustru till guden Frej. Om hur det gick till när Frej friade till Gerd berättas i  eddadikten Skírnismál.
Namnet Aurboda är ett jätte- eller dvärgnamn av samma typ som Aurgelmir, Aurgrímnir, Aurvangr, med flera. Förledet är ett fornnordiskt aurr med betydelsen "sand, grus, lera", men namnets innebörd är dunkel.
2 Aurboda (Aurboða) är i Fjölsvinnsmál 38 en av Menglöds nio tärnor. Hon är knappast identisk med Gymers hustru och tycks inte vara någon jättinna, varför det har föreslagits att första ledet i hennes namn skulle vara ett aur från latinets aureum. Namnet skulle då kunna tolkas som en kenning: "den som erbjuder guld". Åke Ohlmarks översätter namnet "den rikedomsförlänande".

## Källtexterna
Jättinnan Aurboda nämns i inledningen till Vǫluspá in skamma (Den korta Völuspå) i Hyndluljóð.
| Frej äktade Gerd, som var Gymes dotter, av jättars ätt, och Aurbodas; till deras ätt hörde också Tjatse, den skotglade jätten – Skade var hans dotter. | Fręyr átti Gęrði, hón vas Gymis dóttir, jǫtna ættar ok Aurboðu. Þó vas Þjazi þęira frændi, skautgjarn jǫtunn, hans vas Skaði dóttir. |  |

I Gylfaginning 37, där Snorre Sturlasson återberättar historien om Frejs frieri, gör han det preciserande tillägget att Aurboda var av bergresarnas ätt:
| Gymer hette en man; hans hustru hette Aurboda. Hon var av bergresarnas ätt. Deras dotter Gerd var den vackraste av kvinnor. | Gymir hét maðr, en kona hans Aurboða. Hon var bergrisa ættar. Dóttir þeira er Gerðr er allra kvenna er fegrst. |  |

### Menglöds tärnor
| Liv heter en, den andra Livtrasa, den tredje som Tjodvarta kännes, Bjort och Blid, Blid och Frid, Eir och Aurboda. Erik Brates översättning | Hlíf heitir, önnur Hlífþrasa, þriðja Þjóðvarta, Björt ok Blíð, Blíðr, Fríð, Eir ok Aurboða. Fjölsvinnsmál 38 |  |